# Ambrella (azienda)
Ambrella è stata un'azienda giapponese dedita allo sviluppo di videogiochi, fondata nel 1995 da Norio Matsumura e chiusa nel 2020 dopo essere stata acquisita da Creatures Inc.
Per tutta la sua esistenza, Ambrella ha collaborato con Nintendo nella realizzazione di spin-off appartenenti alla serie Pokémon.

## Storia
Ambrella ha sviluppato Hey You, Pikachu! per Nintendo 64 nel 1998, Pokémon Channel per Nintendo GameCube nel 2003 e Pokémon Dash per Nintendo DS nel 2004; ha inoltre realizzato My Pokémon Ranch per il servizio WiiWare di Nintendo Wii nel 2008.
Nel 2009 ha iniziato a sviluppare i capitoli della serie Pokémon Rumble (Super Pokémon Rumble, Pokémon Rumble U, Pokémon Rumble World e Pokémon Rumble Rush), alcuni dei quali contenenti le microtransazioni.
Il 16 ottobre 2020 Creatures Inc. ha annunciato l'acquisizione di Ambrella.

## Videogiochi
- Hey You, Pikachu! (1998)
- Pokémon Channel (2003)
- Pokémon Dash (2004)
- My Pokémon Ranch (2008)
- Pokémon Rumble (2009)
- Super Pokémon Rumble (2011)
- Pokémon Rumble U (2013)
- Pokémon Rumble World (2015)
- Pokémon Rumble Rush (2019)